# Skyrunner World Series 2022
Navigation
2021 2023
La Skyrunning World Series 2022 est la vingtième édition du Skyrunner World Series, compétition internationale de Skyrunning fondée en 2002 par la Fédération internationale de skyrunning. La finale SkyMasters fait son retour au calendrier. Cette édition comporte 13 courses.

## Règlement
Le calcul des points est identique dans les catégories féminines et masculines. Le score final cumule les 4 meilleures performances de la saison, ainsi que les points de la course SkyMasters. Les 20 premiers de chaque course obtiennent des points selon un barème unique pour les courses de niveau 1. Les courses suivantes de niveau 2 offrent des points aux 10 premiers : Mt Awa SkyRace, Schlegeis 3000 SkyRace et LouzanSkyRace,. La finale SkyMasters se déroule dans le cadre de la course espagnole Gorbeia Suzien sur un parcours spécifique, à l'instar de l'édition 2019.
Pour se qualifier pour la course finale, SkyMasters, de la compétition, les athlètes doivent remplir l'une des conditions suivantes :
- Être dans le top 50 du classement annuel
- Être dans le top 10 d'une course de niveau 1
- Être dans le top 5 d'une course de niveau 2
- Être sélectionné de manière individuelle avec une Wild Card

| Classement                          | 1er | 2e  | 3e  | 4e  | 5e  | 6e  | 7e  | 8e | 9e | 10e | 11e | 12e | 13e | 14e | 15e | 16e | 17e | 18e | 19e | 20e |
| ----------------------------------- | --- | --- | --- | --- | --- | --- | --- | -- | -- | --- | --- | --- | --- | --- | --- | --- | --- | --- | --- | --- |
| Points pour les courses de niveau 2 | 50  | 40  | 30  | 25  | 20  | 15  | 10  | 6  | 3  | 1   | 0   | 0   | 0   | 0   | 0   | 0   | 0   | 0   | 0   | 0   |
| Points pour les courses de niveau 1 | 100 | 80  | 70  | 60  | 54  | 48  | 42  | 36 | 30 | 26  | 22  | 18  | 16  | 14  | 12  | 10  | 8   | 6   | 4   | 2   |
| Points pour la finale SkyMasters    | 250 | 200 | 175 | 150 | 135 | 120 | 105 | 90 | 80 | 70  | 60  | 50  | 45  | 40  | 35  | 30  | 25  | 20  | 15  | 10  |

À la fin de la saison, 15 000 € de dotations sont attribués aux dix premiers des classements masculins et féminins de la finale SkyMasters, ainsi que 35 000 € à répartir aux meilleurs athlètes du classement général.

## Programme
| Nom de la course           | Distance | Dénivelé   | Pays     | Date              | Vainqueur               | Vainqueure              |
| -------------------------- | -------- | ---------- | -------- | ----------------- | ----------------------- | ----------------------- |
| SkyRace des Matheysins     | 27 km    | 1 980 m D+ | France   | 8 mai 2022        | Sylvain Cachard         | Julie Roux              |
| Madeira SkyRace            | 55 km    | 4 100 m D+ | Portugal | 28 mai 2022       | Peter Fraňo             | Virginia Pérez Mesonero |
| Mt Awa SkyRace             | 43 km    | 3 100 m D+ | Japon    | 29 mai 2022       | Tsubasa Fuji            | Takako Takamura         |
| Hochkönig SkyRace          | 32,6 km  | 2 720 m D+ | Autriche | 4 juin 2022       | Christian Mathys        | Marcela Vašínová        |
| Minotaur SkyRace           | 32 km    | 2 800 m D+ | Canada   | 25 juin 2022      | Damien Humbert          | Emma Cook-Clarke        |
| Garmin Epic Trail          | 42 km    | 3 300 m D+ | Espagne  | 2 juillet 2022    | Raúl Ortiz Cabello      | Oihana Azkorbebeitia    |
| Schlegeis 3000 SkyRace     | 34 km    | 2 400 m D+ | Autriche | 23 juillet 2022   | Martin Anthamatten      | Lindsay Webster         |
| SkyRace Comapedrosa        | 21 km    | 2 280 m D+ | Andorre  | 31 juillet 2022   | Damien Humbert          | Lindsay Webster         |
| Tromsø Skyrace             | 57 km    | 4 700 m D+ | Norvège  | 6 août 2022       | Louison Coiffet         | Oihana Azkorbebeitia    |
| Matterhorn Ultraks Extreme | 24 km    | 2 800 m D+ | Suisse   | 19 août 2022      | Finlay Wild             | Naiara Irigoyen         |
| LouzanSkyRace              | 25 km    | 2 250 m D+ | Portugal | 4 septembre 2022  | Juan Oller              | Noémie Vachon           |
| Pirin Extreme              | 38 km    | 3 300 m D+ | Bulgarie | 24 septembre 2022 | Christian Mathys        | Oihana Azkorbebeitia    |
| SkyMasters                 | 33 km    | 2 500 m D+ | Espagne  | 8 octobre 2022    | Nicolás Molina Augustín | Noémie Vachon           |

## Résultats

### Hommes
Le Français Sylvain Cachard prend d'emblée les commandes de la course de la Skyrace des Matheysins, suivi de près par le Suisse Christian Mathys et le reste du peloton. À l'entrée du sentier du diable, Sylvain accélère et distancie ses adversaires. Il s'impose en solitaire en 2 h 14 min 40 s, battant de neuf minutes le record du parcours détenu par Frédéric Tranchand. Les Français Johann Baujard et Loïc Robert parviennent à doubler Christian Mathys pour compléter le podium 100 % français.
Le Suédois Sebastian Lungdahl prend d'emblée les commandes de la Madeira SkyRace sur un rythme soutenu. Seul le Slovaque Peter Fraňo parvient à le suivre. Ce dernier fait la différence dans la dernière montée pour se détacher en tête et filer vers la victoire. Le Roumain Raul Butaci complète le podium.
Réservée aux coureurs locaux en raison des mesures sanitaires au Japon liées à la pandémie de Covid-19, la Mt Awa SkyRace est remportée par Tsubasa Fuji devant Miki Ushida et Masatoshi Obara.
Le Suisse Christian Mathys s'empare des commandes de la course de la Hochkönig SkyRace mais doit se défendre face aux Japonais Ruy Ueda et Omi Ryonosuke ainsi que du Français Damien Humbert. Tandis que les Japonais craquent, Christian Mathys parvient à conserver la tête de course, toujours talonné par le Français. Les deux hommes franchissent la ligne d'arrivée dans le même ordre. Parti prudemment, l'Allemand Johannes Klein effectue une excellente remontée pour terminer sur la troisième marche du podium.
Ayant fait le déplacement au Canada pour participer à la Minotaur SkyRace, le Français Damien Humbert s'empare le premier des commandes de la course et s'envole littéralement en tête. Sans jamais être rattrapé, il s'impose en 4 h 6 min 28 s au terme d'une course solitaire, terminant avec plus de vingt minutes d'avance sur ses adversaires. L'Américain Jackson Cole et le Canadien Joren Titus complètent le podium.
L'Espagnol Raúl Ortiz Cabello crée la surprise en prenant rapidement les commnandes de la course du Garmin Epic Trail 42K dès la première montée. Il poursuit sur son rythme pour aller chercher la victoire. Son compatriote Ander Iñarra effectue une solide remontée et parvient à doubler l'Andorran Arnau Soldevila dans la dernière descente pour terminer deuxième.
Fort de sa victoire la veille sur le Schlegeis 3000 Vertical, le Slovène Luka Kovačič s'élance en tête de la SkyRace avec le Suisse Martin Anthamatten à ses côtés. Les deux hommes effectuent la course en tête au coude à coude mais le Suisse fait parler ses talents de descendeur pour prendre l'avantage dans la descente finale et s'offrir la victoire. À la lutte pour la troisième place avec l'Espagnol Pere Aurell, le Britannique Hector Haines fait la différence pour compléter le podium.

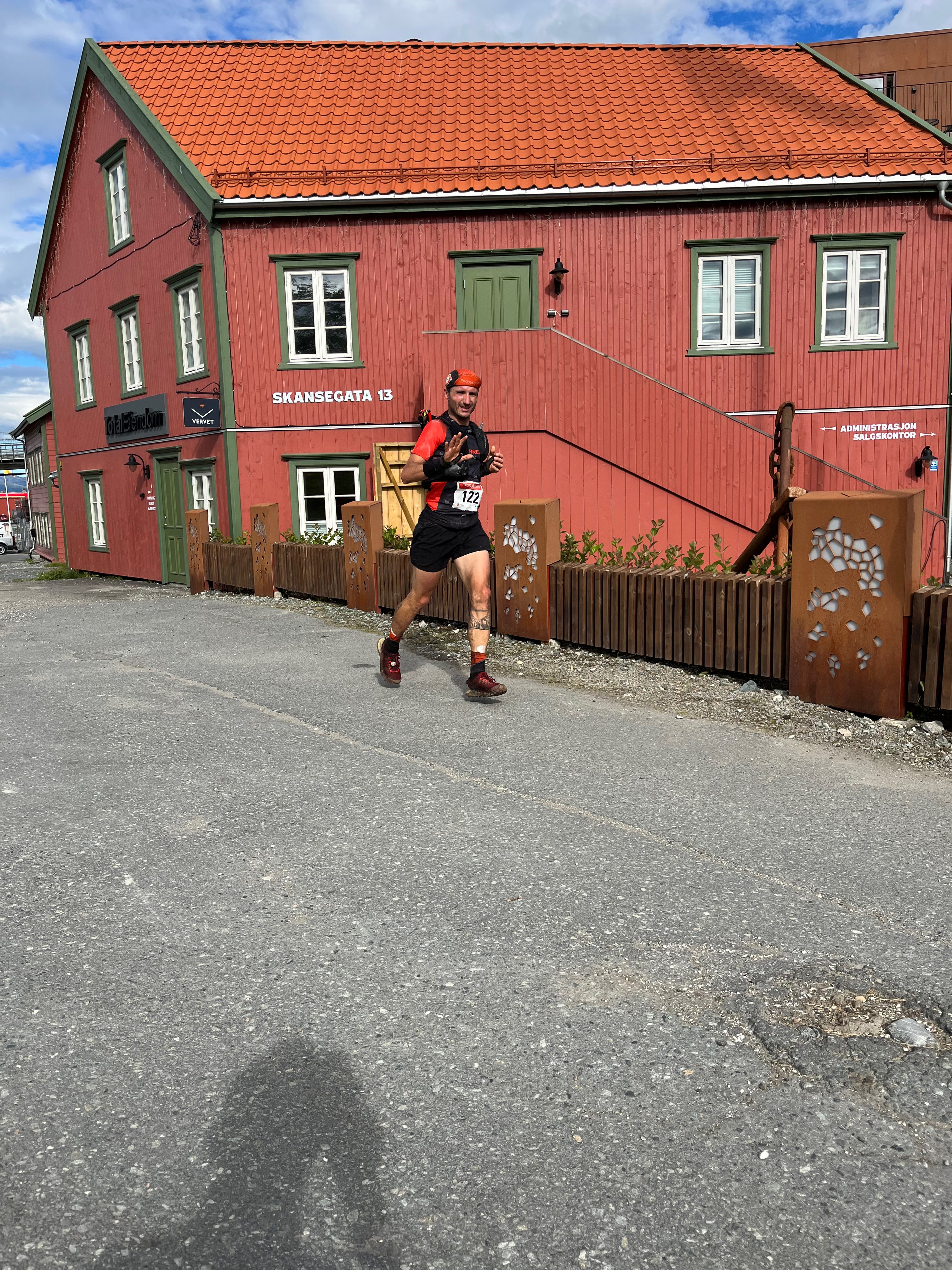
Raul Butaci, deuxième à la Tromsø Skyrace.

Le Français Damien Humbert prend un solide départ lors de la SkyRace Comapedrosa et se détache en tête après quatorze kilomètres. Il termine la course en solitaire et s'impose en 3 h 4 min 46 s. Les Espagnols Marti Lázaro et Nicolás Molina complètent le podium.
Le Français Louison Coiffet prend pour la première fois le départ de à la Tromsø Skyrace. Courant dans le groupe de tête, il se détache en tête à mi-parcours et creuse l'écart en tête pour s'offrir la victoire en 7 h 10 min 36 s, devançant de plus de vingt minutes ses poursuivants. Le podium est complété par le Roumain Raul Butaci et le Norvégien Erland Eldrup.
De fortes pluies forcent les organisateurs à utiliser le parcours de remplacement de 21 kilomètres de la Matterhorn Ultraks Extreme. Dans ces conditions piégeuses, l'Écossais Finlay Wild tire son épingle du jeu en menant la course. Il est doublé par le Japonais Ruy Ueda et le Canadien Karl Augsten dans la montée mais reprend la tête dans la descente et fonce vers la victoire. Ruy Ueda s'assure de la deuxième place tandis que l'Espagnol Nicolás Molina complète le podium.
Les Espagnols Juan Oller, Ismail Razga et Ander Iñarra courent la LouzanSkyRace aux avants-postes. Juan Oller parvient à faire la différence et s'impose en 2 h 37 min 18 s, signant un nouveau record du parcours. Ses compatriotes complètent le podium.
Le Suisse Christian Mathys domine la Pirin Extreme de bout en bout et s'impose en 4 h 49 min 28 s. Il devance de cinq minutes son plus proche rival, l'Espagnol Nicolás Molina. Un autre Espagnol, Ander Iñarra, complète le podium.
Le Kényan Bernard Cheruiyot crée la surprise lors de la finale SkyMasters courue dans le cadre de la course Gorbeia Suzien. Il s'empare des commandes et mène la première partie de course. Un groupe de poursuivants se forme, composé entre autres de l'Espagnol Nicolás Molina et du Français Damien Humbert. Ces deux derniers se battent pour la tête du classement général mais l'Espagnol parvient à prendre l'avantage et se détache pour rattraper Bernard Cheruiyot. Il parvient à le doubler dans la descente finale, suivi par le Français Loïc Robert. Nicolás Molina s'impose. Il décroche sa première victoire en Skyrunner World Series et remporte le classement général. Loïc Robert et Bernard Cheruiyot complètent le podium. Damien Humbert termine quatrième devant Ander Iñarra et se classent respectivement deuxième et troisième du classement général.
- Niveau 1 (50 points au vainqueur)
- Niveau 2 (100 points au vainqueur)
- SkyMasters (250 points au vainqueur)

| Course                     | Vainqueur               | Deuxième                | Troisième                   | Leader du classement général |
| -------------------------- | ----------------------- | ----------------------- | --------------------------- | ---------------------------- |
| SkyRace des Matheysins     | Sylvain Cachard         | Johann Baujard          | Loïc Robert                 | Sylvain Cachard              |
| Madeira SkyRace            | Peter Fraňo             | Sebastian Ljungdahl     | Raul Butaci                 | Sylvain Cachard Peter Fraňo  |
| Mt Awa SkyRace             | Tsubasa Fuji            | Miki Ushida             | Masatoshi Obara             | Sylvain Cachard Peter Fraňo  |
| Hochkönig SkyRace          | Christian Mathys        | Damien Humbert          | Johannes Klein              | Christian Mathys             |
| Minotaur SkyRace           | Damien Humbert          | Jackson Cole            | Joren Titus                 | Damien Humbert               |
| Garmin Epic Trail          | Raúl Ortiz Cabello      | Ander Iñarra            | Arnau Soldevila             | Damien Humbert               |
| Schlegeis 3000 SkyRace     | Martin Anthamatten      | Luka Kovačič            | Hector Haines               | Damien Humbert               |
| SkyRace Comapedrosa        | Damien Humbert          | Marti Lázaro Cordero    | Nicolás Molina              | Damien Humbert               |
| Tromsø Skyrace             | Louison Coiffet         | Raul Butaci             | Erland Eldrup               | Damien Humbert               |
| Matterhorn Ultraks Extreme | Finlay Wild             | Ruy Ueda                | Nicolás Molina Augustín     | Damien Humbert               |
| LouzanSkyRace              | Juan Oller              | Ismail Razga            | Ander Iñarra                | Damien Humbert               |
| Pirin Extreme              | Christian Mathys        | Nicolás Molina Augustín | Ander Iñarra                | Damien Humbert               |
| SkyMasters                 | Nicolás Molina Augustín | Loïc Robert             | Bernard Cheruiyot Chepkwony | Nicolás Molina Augustín      |

### Femmes
La Française Julie Roux mène la Skyrace des Matheysins de bout en bout, dominant l'épreuve pour remporter la victoire. Derrière elle, la Canadienne Lindsay Webster mène le reste du peloton sur un rythme soutenu mais lève le pied dans la dernière montée et se fait doubler par la Française Iris Pessey. La Canadienne parvient à résister à la remontée de Lucille Germain pour terminer sur la troisième marche du podium.
L'Espagnole Virginia Pérez Mesonero s'empare de la tête de course de la Madeira SkyRace qu'elle domine du début à la fin pour remporter la victoire. Sa compatriote Anna Ongaro qui court pour la première fois un Ultra SkyMarathon réalise une excellente course en assurant la deuxième place. Derrière elle, la troisième marche du podium fait l'objet d'une lutte serrée entre les Espagnoles Silvia Puigarnau, Sara Lizarralde et la Britannique Lauren Woodwiss. Silva Puigarnau parvient à tirer son épingle du jeu pour compléter le podium.
Sans concurrence internationale, la Mt Awa SkyRace est dominée par la favorite Takako Takamura qui s'impose aisément avec près de deux heures d'avance sur sa plus proche rivale Miho Wada. Aiko Kai complète le podium.
La Tchèque Marcela Vašínová fait son retour sur le devant de la scène en dominant la Hochkönig SkyRace du début à la fin. La coureuse locale Rosanna Buchauer, encouragée par son public, effectue une excellente course pour terminer deuxième, neuf minutes derrière la Tchèque. La Française Iris Pessey effectue une solide course pour compléter le podium.
La coureuse locale Emma Cook-Clarke crée la surprise lors de la Minotaur SkyRace, menant la course devant les deux favorites, Maite Maiora et Lindsay Webster. Emma Cook-Clarke mène la course du début à la fin pour remporter la victoire. Derrière elle, Maite Maiora et Lindsay Webster jouent des coudes pour la seconde marche du podium, s'échangeant la place à plusieurs reprises. L'Espagnole fait parler son expérience pour finalement prendre l'avantage et creuse une marge de sept minutes sur sa rivale.

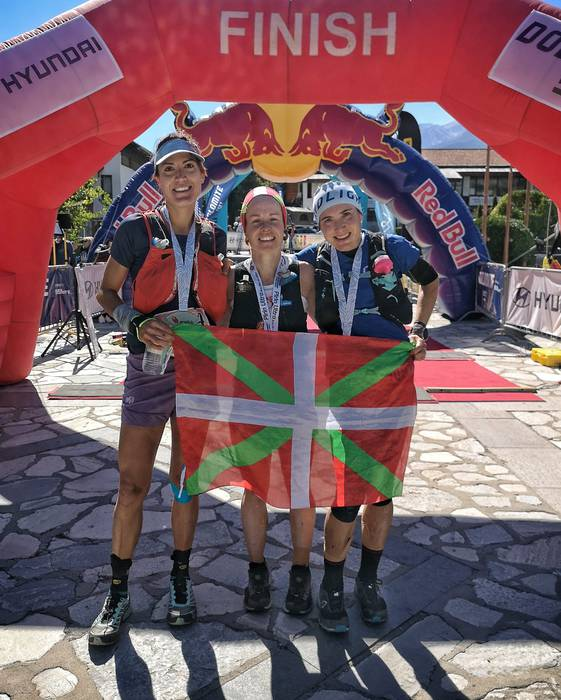
Podium 100 % basque à la Pirin Extreme.

L'Espagnole Oihana Azkorbebeitia domine le Garmin Epic Trail 42K pour remporter la victoire. Absente de la série depuis 2019, sa compatriote basque Sandra Sevillano effectue une solide course pour terminer deuxième. La troisième place fait l'objet d'une lutte serrée entre Georgina Gabarró et Virginia Pérez Mesonero. Georgina Gabarró parvient à faire la différence pour compléter le podium.
La Canadienne Lindsay Webster prend la première les commandes de la Schlegeis 3000 SkyRace qu'elle mène du début à la fin, s'imposant en 4 h 38 min 22 s et améliorant le record féminin du parcours de vingt minutes. Les sœurs jumelles Sanna El Kott et Lina El Kott se livrent une bataille fratricide pour la deuxième place mais une chute de Lina dans la descente finale permet à Sanna de s'emparer de la deuxième place devant sa sœur.
Forte de sa récente victoire en Autriche, la Canadienne Lindsay Webster poursuit sur sa lancée et survole littéralement la SkyRace Comapedrosa. Elle s'impose en 3 h 42 min 25 s, devançant de près de dix minutes sa plus proche poursuivante. La seconde marche pour le podium fait l'objet d'une lutte serrée entre la Française Iris Pessey et l'Espagnole Onditz Iturbe. Les deux femmes effectuent la course au coude à coude mais l'Espagnole prend l'avantage dans la descente finale.
La Tromsø Skyrace voit un duel féminin serré en première partie de course entre les Espagnoles Oihana Azkorbebeitia et Sandra Sevillano. Oihana Azkorbebeitia parvient à prendre l'avantage pour remporter sa deuxième victoire de la saison. La Suédoise Johanna Gelfgren complète le podium avec une heure de retard sur Oihana Azkorbebeitia.
La Française Iris Pessey domine la Matterhorn Ultraks Extreme courue sur le parcours de remplacement de 21 kilomètres en raisons de fortes pluies. L'Espagnole Naiara Irigoyen parvient à la rattraper dans la descente et la victoire se joue au sprint final à l'avantage de l'Espagnole pour cinq secondes. L'Italienne Martina Cumerlato effectue une solide remontée en fin de course pour terminer sur la troisième marche du podium.
L'Espagnole Ainara Urrutia mène la majeure partie de la course de la LouzanSkyRace devant la Française Noémie Vachon. Cette dernière parvient à la rattraper au kilomètre 19. Les deux femmes luttent alors en tête et la victoire se joue au sprint final à l'avantage de la Française. L'Espagnole Anna Bonel complète le podium.
L'Espagnole Oihana Azkorbebeitia prend la première les commandes de la course de la Pirin Extreme. Elle est ensuite victime de soucis gastriques et doit s'arrêter à plusieurs reprises. Elle parvient à concerver la tête et remporte la victoire avec cinq minutes d'avance devant sa compatriote Sandra Sevillano. Maite Maiora complète le podium 100 % basque.
Annoncée comme favorite locale sur la finale SkyMasters courue dans le cadre de la course Gorbeia Suzien, l'Espagnole Oihana Azkorbebeitia tente de rester aux avants-postes mais finit par lâcher du terrain. La Française Noémie Vachon crée la surprise en parvenant à s'immiscer en tête, devant les favorites. La deuxième place fait l'objet d'une lutte serrée entre la coureuse locale Onditz Iturbe et la Tchèque Marcela Vašínová. Cette dernière finit par lâcher prise. Onditz Iturbe accélère pour tenter de rattraper Noémie Vachon mais échoue à la deuxième place pour seize secondes. La Canadienne Lindsay Webster effectue une solide fin de course et parvient à doubler Marcela Vašínová pour s'offrir la troisième marche du podium ainsi que le classement général. Oihana Azkorbebeitia termine huitième devant sa compatriote Maite Maiora. Les deux femmes terminent deuxième et troisième du classement général.
- Niveau 1 (50 points au vainqueur)
- Niveau 2 (100 points au vainqueur)
- SkyMasters (250 points au vainqueur)

| Course                     | Vainqueur               | Deuxième         | Troisième         | Leader du classement général       |
| -------------------------- | ----------------------- | ---------------- | ----------------- | ---------------------------------- |
| SkyRace des Matheysins     | Julie Roux              | Iris Pessey      | Lindsay Webster   | Julie Roux                         |
| Madeira SkyRace            | Virginia Pérez Mesonero | Anna Ongaro      | Silvia Puigarnau  | Julie Roux Virginia Pérez Mesonero |
| Mt Awa SkyRace             | Takako Takamura         | Miho Wada        | Aiko Kai          | Julie Roux Virginia Pérez Mesonero |
| Hochkönig SkyRace          | Marcela Vašínová        | Rosanna Buchauer | Iris Pessey       | Iris Pessey                        |
| Minotaur SkyRace           | Emma Cook-Clarke        | Maite Maiora     | Lindsay Webster   | Maite Maiora                       |
| Garmin Epic Trail          | Oihana Azkorbebeitia    | Sandra Sevillano | Georgina Gabarró  | Virginia Pérez Mesonero            |
| Schlegeis 3000 SkyRace     | Lindsay Webster         | Sanna El Kott    | Lina El Kott      | Lindsay Webster                    |
| SkyRace Comapedrosa        | Lindsay Webster         | Onditz Iturbe    | Iris Pessey       | Lindsay Webster                    |
| Tromsø Skyrace             | Oihana Azkorbebeitia    | Sandra Sevillano | Johanna Gelfgren  | Lindsay Webster                    |
| Matterhorn Ultraks Extreme | Naiara Irigoyen         | Iris Pessey      | Martina Cumerlato | Iris Pessey                        |
| LouzanSkyRace              | Noémie Vachon           | Ainara Urrutia   | Anna Bonel        | Iris Pessey                        |
| Pirin Extreme              | Oihana Azkorbebeitia    | Sandra Sevillano | Maite Maiora      | Oihana Azkorbebeitia               |
| SkyMasters                 | Noémie Vachon           | Onditz Iturbe    | Lindsay Webster   | Lindsay Webster                    |

## Podiums

### Hommes
| Édition | Or                        | Argent                    | Bronze                  |
| ------- | ------------------------- | ------------------------- | ----------------------- |
| Général | Nicolás Molina 496 points | Damien Humbert 438 points | Ander Iñarra 379 points |

### Femmes
| Édition | Or                         | Argent                          | Bronze                  |
| ------- | -------------------------- | ------------------------------- | ----------------------- |
| Général | Lindsay Webster 465 points | Oihana Azkorbebeitia 406 points | Maite Maiora 350 points |